# Eidgenössische Abstimmung über die Beschaffung des Gripen
Die Eidgenössische Abstimmung über die Beschaffung des Gripen war ein schweizerisches Referendum. Gegen das Bundesgesetz über den Fonds zur Beschaffung des Kampfflugzeugs Gripen vom 27. September 2013 war das Referendum ergriffen worden. Die dafür nötigen Unterschriften waren fristgerecht eingereicht worden. Der Souverän entschied sich am 18. Mai 2014 gegen die Beschaffung von 22 Kampfflugzeugen des Typs Gripen für die Schweizer Luftwaffe.

## Abstimmungsfrage
Wollen Sie das Bundesgesetz vom 27. September 2013 über den Fonds zur Beschaffung des Kampfflugzeugs Gripen (Gripen-Fonds-Gesetz) annehmen?

## Abstimmungstext
Die Bundesversammlung der Schweizerischen Eidgenossenschaft, gestützt auf Artikel 60 Absatz 1 der Bundesverfassung, nach Einsicht in die Botschaft des Bundesrates vom 14. November 2012, beschliesst:
Art. 1 Fonds

1 Zur Beschaffung des Kampfflugzeugs Gripen wird ein Spezialfonds nach Artikel 52 des Finanzhaushaltsgesetzes vom 7. Oktober 2005 (Gripen-Fonds) gebildet.

2 Der Gripen-Fonds ist rechtlich unselbstständig und führt eine eigene Rechnung.
Art. 2 Einlagen und Kreditverschiebung

1 Der Gripen-Fonds wird zulasten des Voranschlagskredits «Einlage in den Gripen-Fonds» (Rüstungsaufwand) geäufnet.

2 Mit den Beschlüssen über den Voranschlag und seine Nachträge kann der Bundesrat ermächtigt werden, den Kredit «Einlage in den Gripen-Fonds» zulasten folgender Kredite zu erhöhen (Kreditverschiebung):

a. Verteidigung:

1. Aufwandkredit «Rüstungsmaterial»,

2. Aufwandkredit «Ausrüstung und Erneuerungsbedarf (AEB)»,

3. Aufwandkredit «Projektierung, Erprobung und Beschaffungsvorbereitung (PEB)»;

b. Armasuisse Immobilien: Investitionskredit «Sach- und immaterielle Anlagen, Vorräte» (Globalbudget).

3 Zusätzlich kann der Kredit «Einlage in den Gripen-Fonds» mit den Beschlüssen über die Nachträge zum Voranschlag um die nicht budgetierten, zusätzlichen Einnahmen aus der Liquidation von Armeematerial und -immobilien erhöht werden.
Art. 3 Verwaltung und Entnahmen

1 Die Verwaltung des Gripen-Fonds obliegt dem Eidgenössischen Departement für Verteidigung, Bevölkerungsschutz und Sport (VBS).

2 Das VBS ist ermächtigt, Zahlungen zulasten des Gripen-Fonds zu leisten.
Art. 4 Fondsrechnung, Verschuldung und Verzinsung

1 Die Mittel des Gripen-Fonds werden von der Eidgenössischen Finanzverwaltung angelegt. Sie werden in der Jahresrechnung des Bundes unter dem Eigenkapital bilanziert.

2 Der Gripen-Fonds darf sich nicht verschulden.

3 Seine Mittel werden nicht verzinst.

4 Die Rechnung des Gripen-Fonds wird jährlich durch die Eidgenössische Finanzkontrolle geprüft.
Art. 5 Berichterstattung

Über die Einlagen und Entnahmen sowie über den Stand des Fondsvermögens wird im Anhang zur Jahresrechnung des Bundes detailliert berichtet.
Art. 6 Auflösung

Der Gripen-Fonds wird aufgelöst, sobald die Beschaffung des Kampfflugzeugs Gripen abgeschlossen ist. Restmittel werden in der Erfolgsrechnung des Bundes als Ertrag ausgewiesen.
Art. 7 Referendum, Inkrafttreten und Geltungsdauer

1 Dieses Gesetz untersteht dem fakultativen Referendum.

2 Der Bundesrat bestimmt das Inkrafttreten.

## Stellungnahmen

### Der Bundesrat
Der Bundesrat empfahl die Annahme des Gesetzes.

### Die eidgenössischen Räte
Der Nationalrat hiess die Vorlage mit 119 zu 71 Stimmen bei vier Enthaltungen gut, der Ständerat mit 25 zu 17 Stimmen ohne Enthaltungen. Beide Räte empfahlen die Annahme des Gesetzes.

### In der Bundesversammlung vertretene Parteien
Die BDP, CVP, FDP, MCR und SVP empfahlen Annahme der Vorlage. Die CVP-Frauen, CSP, Grünen, GLP und SP empfahlen Ablehnung der Vorlage. Die EVP hatte Stimmfreigabe beschlossen.

### Interessenverbände
Die AUNS, Aerosuisse, Economiesuisse, der Bauernverband, die Schweizerische Offiziersgesellschaft, der Arbeitgeberverband, der Gewerbeverband, Swissmem und der Verein Sicherheitspolitik und Wehrwissenschaft empfahlen die Vorlage zur Annahme. Die GSoA, der Gewerkschaftsbund, der Schutzverband gegen Flugemissionen und der Schweizerische Verband des Personals öffentlicher Dienste empfahlen die Vorlage zur Ablehnung.

## Argumente

### Befürwortende Argumente
- Die Luftwaffe könne den Schweizer Luftraum mit den vorhandenen Flugzeugen nicht zuverlässig schützen. Insbesondere die 54 Flugzeuge des Typs F-5 Tiger seien veraltet und müssten ersetzt werden.
- Die Vorlage sei wirtschaftlich vernünftig. 54 alte Flugzeuge würden durch 22 moderne Flugzeuge ersetzt.
- Der Gripen sei das für den Ersatz geeignete Flugzeug, da er die nötigen Leistungen erbringe und das beste Kosten-Nutzen-Verhältnis habe.[2]

### Ablehnende Argumente
- Die Beschaffung sei aus finanzieller Sicht unvernünftig. Die Beschaffungs-, Betriebs- und Nachrüstungskosten über die gesamte Betriebsdauer würden ungefähr 10 Milliarden Franken betragen.
- Die vorhandenen 32 F/A-18 reichten für die heute notwendigen luftpolizeilichen Aufgaben aus. Bevor Flugzeuge gekauft würden, müsse zuerst der Auftrag der Luftwaffe klar definiert werden.
- Es sei unklar, ob der bestellte Flugzeugtyp jemals fliegen werde. Die Schweiz zahle jedoch 40 % des Kaufpreises im Voraus.[2]

## Beschaffung
Die geplante Beschaffung hatte ein Volumen von 3,126 Milliarden Schweizer Franken. Sie umfasste:
- 22 Flugzeuge Gripen E
- Ausrüstung mit Kurz- und Mittelstrecken-Luft-Luft-Raketen IRIS-T und MBDA Meteor.
- Missionsausrüstung für Luft-Boden-Einsätze inklusive Lenkbomben (Laser- und/oder GPS-gelenkte Präzisionsmunition) und Litening III Zielbeleuchtungsbehälter für acht Flugzeuge
- Aufklärungs-Behälter RecceLite für vier Flugzeuge
- Logistische Unterstützung für die Schweizer Luftwaffe und die Industrie, insbesondere für RUAG Aerospace als Endmonteur der Maschinen in der Schweiz
- Infrastrukturunterstützung für die Militärflugplätze, Emmen, Payerne, und Meiringen.

Es sollten zwei Staffeln der Luftwaffe mit dem Gripen E ausgerüstet werden, die Standorte standen zum Zeitpunkt der Abstimmung noch nicht fest.
Ein vertraulicher Evaluationsbericht der Luftwaffe war von unbekannter Seite im Februar 2012 den Medien übermittelt worden. Dem Bericht zufolge war das evaluierte Gripen Model C/D weniger leistungsfähig als die Konkurrenzprodukte Eurofighter und Rafale und auch weniger leistungsfähig als die zu diesem Zeitpunkt eingesetzten F/A-18C/D. Zwar sei die Leistung der Gripen genügend für Aufklärungseinsätze, aber ungenügend für Luftkampf-, Erdkampf- und Luftpolizeieinsätze.

## Referendum
Das Referendum gegen die Gripen-Beschaffung wurde am 8. Oktober 2013 von der Gruppe für eine Schweiz ohne Armee (GSoA) zusammen mit linken Parteien und Organisationen lanciert. Am 6. November 2013 präsentierte ein bürgerliches Komitee gegen den Gripen seine Argumente für das Referendum. Am 29. Januar 2014 teilte die Bundeskanzlei mit, das Referendum sei mit 65'384 gültigen von 65'797 eingereichten Unterschriften zustande gekommen.

## Abstimmung
Das Gesetz wurde am 18. Mai 2014 mit 53,4 Prozent Nein-Stimmen gegen 46,6 Prozent Ja-Stimmen abgelehnt.
| Kanton                           | Ja (%) | Nein (%) | Beteiligung (%) |
| -------------------------------- | ------ | -------- | --------------- |
| Zürich                           | 48,6   | 51,4     | 56,9            |
| Bern                             | 49,1   | 50,9     | 52,7            |
| Luzern                           | 54,3   | 45,7     | 58,3            |
| Uri                              | 62,4   | 37,6     | 51,2            |
| Schwyz                           | 61,5   | 38,5     | 59,4            |
| Obwalden                         | 63,8   | 36,2     | 60,8            |
| Nidwalden                        | 68,2   | 31,8     | 63,0            |
| Glarus                           | 59,9   | 40,1     | 51,0            |
| Zug                              | 58,0   | 42,0     | 63,1            |
| Freiburg                         | 40,6   | 59,4     | 57,2            |
| Solothurn                        | 50,3   | 49,7     | 53,9            |
| Basel-Stadt                      | 32,3   | 67,7     | 57,9            |
| Basel-Landschaft                 | 42,5   | 57,5     | 55,0            |
| Schaffhausen                     | 49,4   | 50,6     | 70,4            |
| Appenzell Ausserrhoden           | 51,1   | 48,9     | 57,1            |
| Appenzell Innerrhoden            | 60,8   | 39,2     | 51,4            |
| St. Gallen                       | 52,0   | 48,0     | 54,3            |
| Graubünden                       | 50,7   | 49,3     | 53,7            |
| Aargau                           | 51,9   | 48,1     | 56,2            |
| Thurgau                          | 55,6   | 44,4     | 54,2            |
| Tessin                           | 45,3   | 54,7     | 54,8            |
| Waadt                            | 35,0   | 65,0     | 58,1            |
| Wallis                           | 38,1   | 61,9     | 61,2            |
| Neuenburg                        | 30,9   | 69,1     | 58,6            |
| Genf                             | 32,3   | 67,7     | 56,7            |
| Jura                             | 25,7   | 74,3     | 53,7            |
| Schweizerische Eidgenossenschaft | 46,6   | 53,4     | 55,3            |